# Le Char d'Apollon
Le Char d'Apollon est le titre de plusieurs œuvres réalisées par le peintre symboliste français Odilon Redon entre 1905 et 1914.

## Contexte
En 1878, visitant l'Exposition universelle de Paris, Redon fut frappé par le Phaéton de Gustave Moreau, une grande aquarelle préparatoire pour la décoration d'un plafond, séduit par la luminosité éblouissante, les lignes divergentes, la force des couleurs. Vers la fin de sa vie, entre 1904 et 1914, il se confronta au sujet mythologique du char du soleil d'Apollon en créant différentes versions dans lesquelles l'écho de l'œuvre de Gustave Moreau se manifeste vivement.
L'inspiration pour la pose des chevaux peut également se retrouver dans le dessin de Michel-Ange, la Chute de Phaéton, mais Redon en a transformé le rythme dans une direction ascendante.

Le Char d'Apollon est aussi un hommage à Eugène Delacroix, peintre qu'il admirait. À propos de l'Apollon terrassant le serpent Python, au centre du plafond de la galerie d'Apollon au musée du Louvre, dont il exécute une copie vers 1872, il écrivait : 

« C'est le triomphe de la lumière sur les ténèbres. C'est la joie de la pleine luminosité en opposition à la tristesse de la nuit et des ombres, comme la joie de se sentir bien après l’angoisse. »

— Odilon Redon, À soi-même
Le char d'Apollon vainqueur du serpent Python devient une célébration métaphorique du triomphe du bien sur le mal : de la dimension apollinienne sur la désintégration dionysiaque, du passage des ténèbres de l'âme à l'expérience du salut, du désespoir de la mort à la luminosité de la vie.
Redon a su tirer son originalité de ce qu'il définissait lui-même comme les trois sources de l'art : la tradition, la réalité et l'invention personnelle.

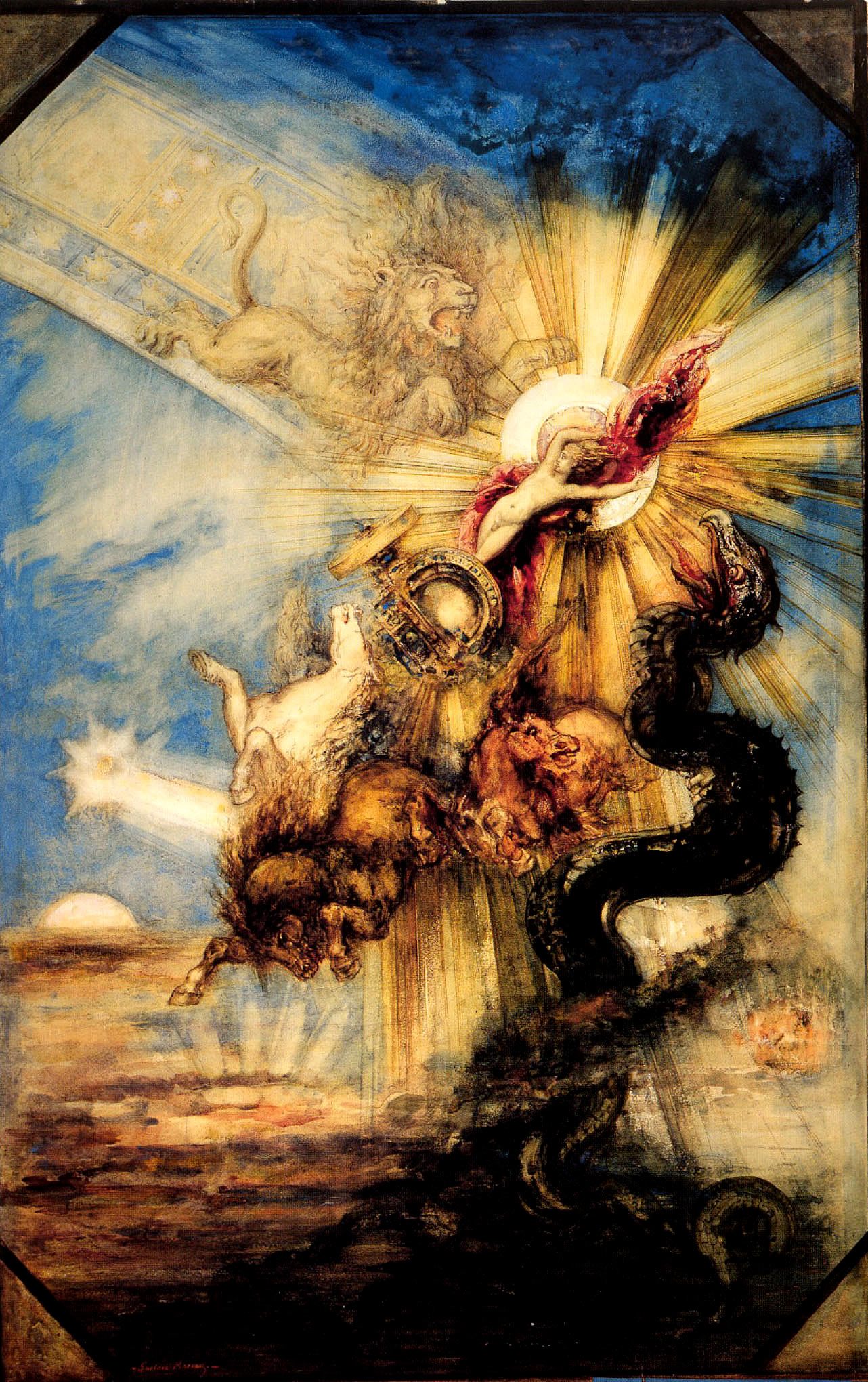
Gustave Moreau, Chute de Phaéton, projet de plafond, aquarelle, 1878, 99 × 65 cm, musée du Louvre, Paris
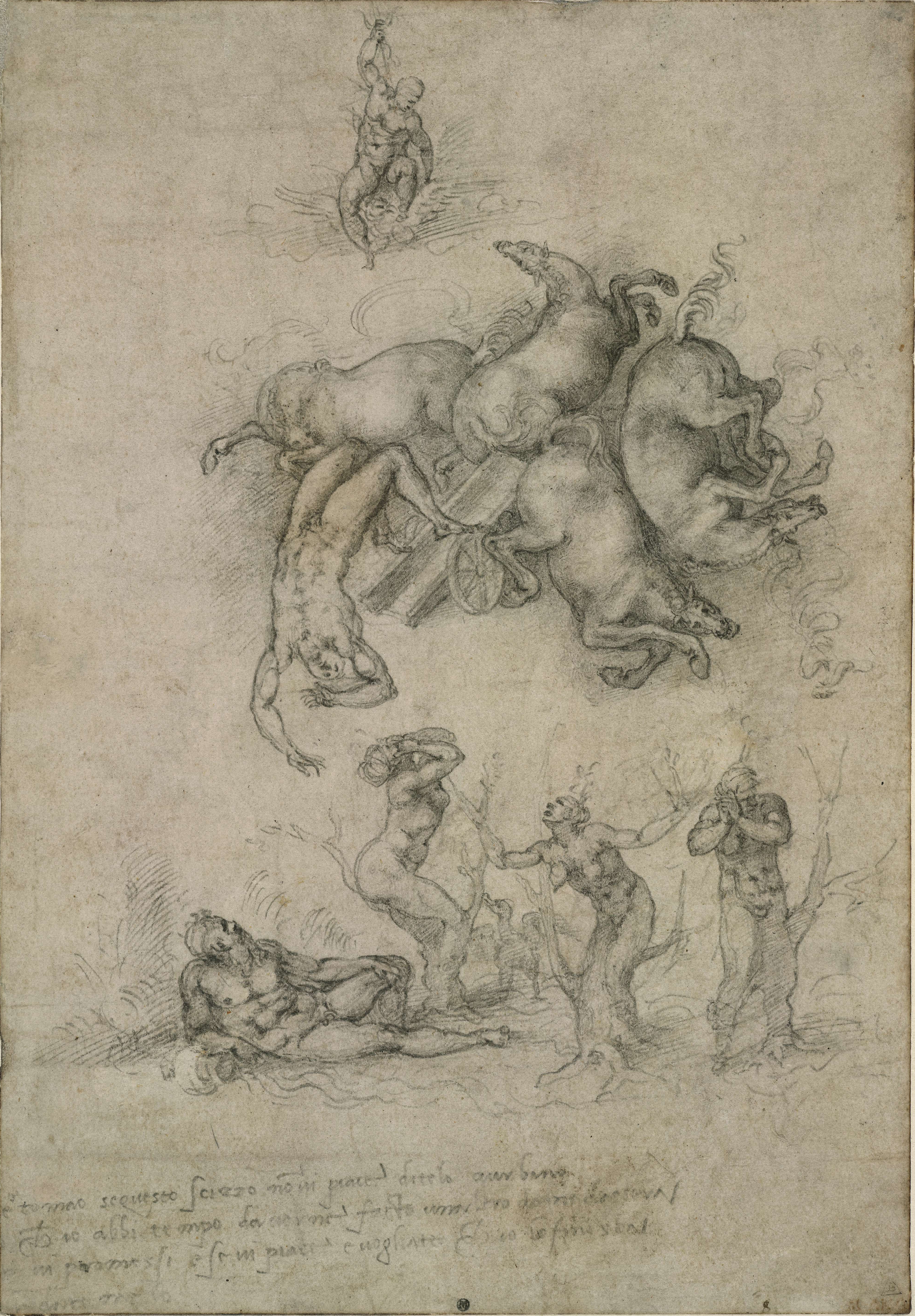
Michel-Ange, Chute de Phaéton, dessin, vers 1533, 41,3 × 23,4 cm, British Museum, Londres
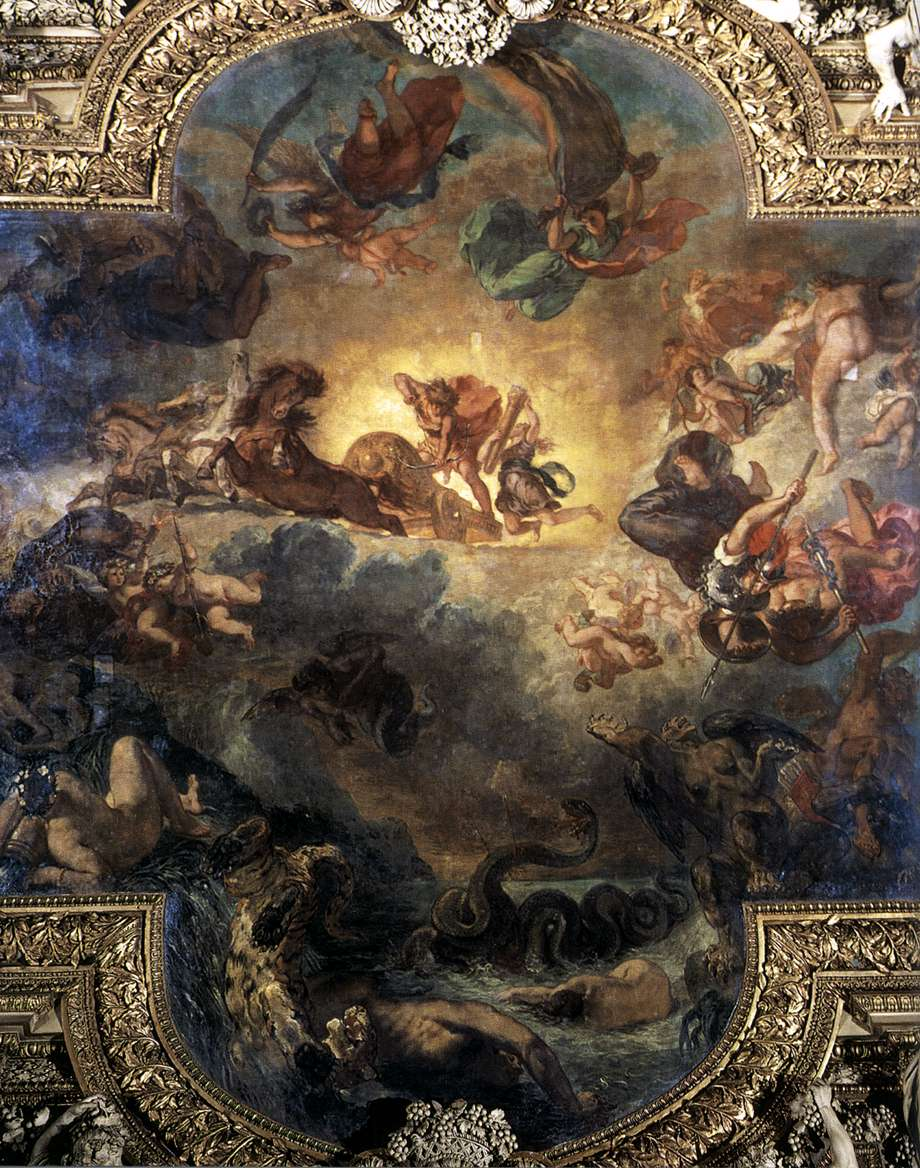
Eugène Delacroix, Apollon terrassant le serpent Python, 1850-1851, huile sur toile, 800 × 750 cm, galerie d'Apollon, musée du Louvre, Paris
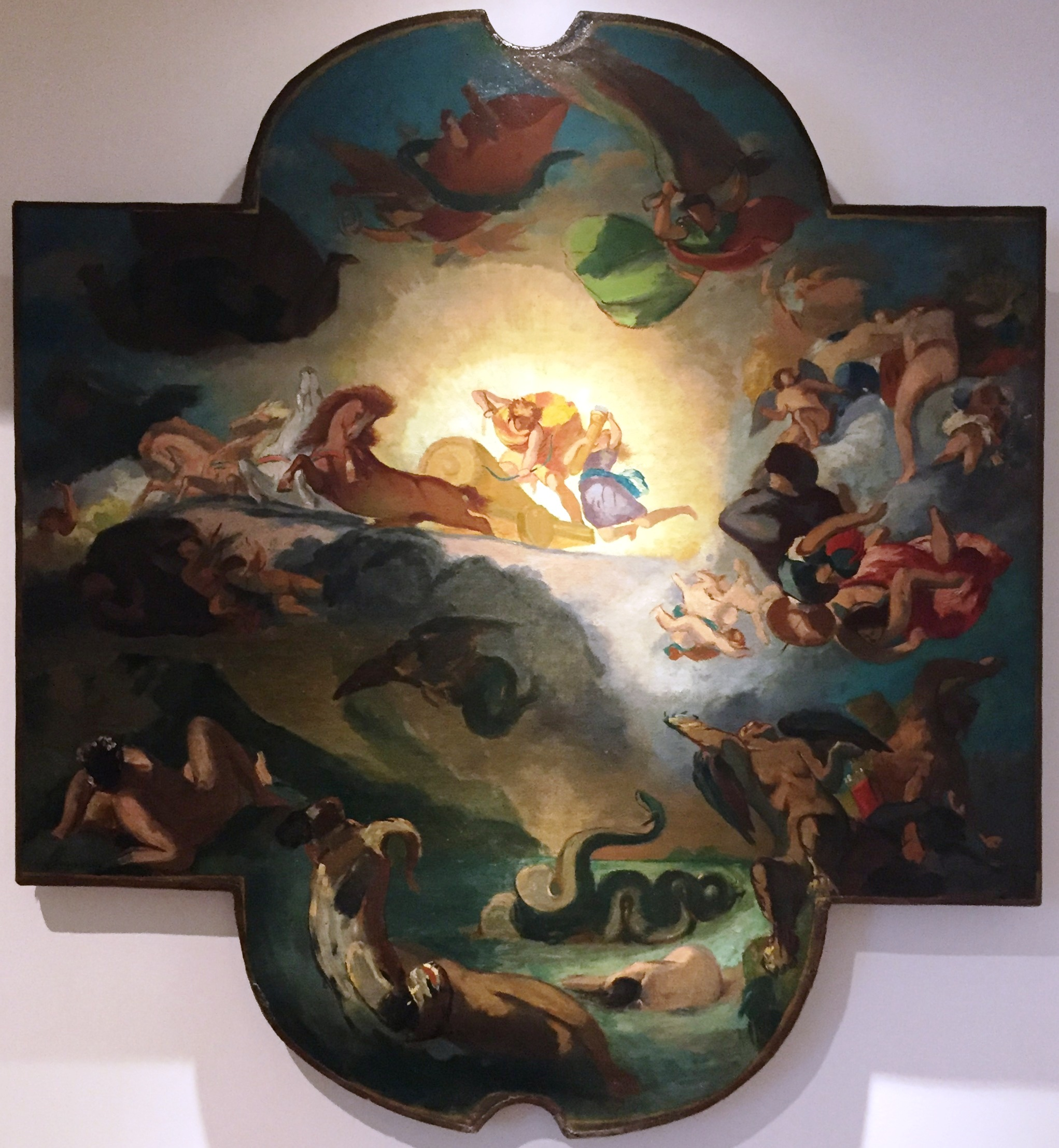
Odilon Redon, copie (vers 1872) du plafond de Delacroix pour le Louvre, 710 × 650 cm, musée du Louvre, Paris

## Versions
| Année     | Pays        | Ville     | Musée                              | Technique et dimensions                 | Illustration |
| --------- | ----------- | --------- | ---------------------------------- | --------------------------------------- | ------------ |
| 1905-1906 |             |           | Collection privée                  | Peinture à l'huile                      |              |
| 1907      | Japon       | Hakone    | Musée Pola                         | Huile sur toile, 65,3 × 81,1 cm         |              |
| 1907      | France      | Paris     | Musée d'Orsay                      | Pastel et tempera sur toile, 91,5x77 cm |              |
| 1907-1908 |             |           | Collection privée                  | Huile sur toile, 100,3x81,2 cm          |              |
| 1908      | Allemagne   | Berlin    | Collection Scharf-Gerstenberg (en) | Huile sur panneau                       |              |
| 1909      | France      | Bordeaux  | Musée des Beaux-Arts               | Huile et pastel sur carton, 100x80 cm   |              |
| Vers 1909 |             |           | Collection privée                  | Huile sur toile, 81x100 cm              |              |
| 1904-1910 |             |           | Collection privée                  | Huile sur panneau                       |              |
| 1905-1910 | États-Unis  | New Haven | Yale University Art Gallery        | Huile sur toile, 73.1x54.3 cm           |              |
| 1907-1910 | Royaume-Uni | Cambridge | Fitzwilliam Museum                 | Huile sur toile, 47,6x29,9 cm           |              |
| 1912      |             |           | Collection privée                  | Huile sur toile                         |              |
| Vers 1912 | France      | Paris     | Petit Palais                       | Huile sur toile, 89.5x162 cm            |              |
| 1905-1912 | Pays-Bas    | Amsterdam | Stedelijk Museum                   | Pastel, 48x58 cm                        |              |
| 1905-1914 | États-Unis  | New York  | Metropolitan Museum of Art         | Huile sur toile, 66x81 cm               |              |